# Toronto Indoor 1974
Il Toronto Indoor 1974 è stato un torneo di tennis giocato sul sintetico indoor. È stata la 4ª edizione dello Toronto Indoor, che fa parte del World Championship Tennis 1974. Si è giocato a Toronto in Canada dall'11 al 17 febbraio 1974.

## Campioni

### Singolare maschile
Tom Okker ha battuto in finale  Ilie Năstase con il punteggio di 6–3 6–4

### Doppio maschile
Raúl Ramírez /  Tony Roche hanno battuto in finale  Tom Okker /  Marty Riessen con il punteggio di 6–3, 2–6, 6–4